# James Murray (acteur anglais)
Pour les articles homonymes, voir James Murray et Murray.
James Murray est un acteur britannique, né le 22 janvier 1975 à Manchester , (Royaume-Uni) 

## Biographie
James Murray naît à Manchester. Il bénéficie d'une bourse pour suivre ses études classiques au Malvern College, et obtient un diplôme en art cinématographique. Son arrière-grand-père, Richard Hollins Murray, est l'inventeur des lentilles réfléchissantes en 1927

### Carrière
Murray trouve la notoriété  dans les feuilletons télévisés Primeval. Les Portes du temps (ITV, 2008), dans le rôle de l'enquêteur Stephen Hart ; ainsi que dans Cucumber (Channel 4, 2015) dans le rôle de Daniel Coltrane.
Auparavant il se fait remarquer au cinéma et à la télévision Roger-Roger (1999), North Square (2000), les mini séries Other People's Children (2000) et Amants et Fils (2003), et produit par Granada Le Mystère de Sittaford (2006, adaptation d'un Miss Marple) dans le rôle du méchant Charles Burnaby, et dans une adaptation du récit de Thomas Hardy Under the Greenwood Tree (2005) dans le rôle de  Dick Dewy. On le voit aussi dans Nailing Vienna (2002) dans le rôle de Peter; dans All the King's Men (1999) dans le rôle du soldat Will Needham; et dans Phoenix Blue (2001) dans le rôle de Rick. On le voit de manière récurrente à la télévision dans 20 Things to Do Before You're 30 (2003) où il joue Glen et dans la saison 4 de Cutting It (2005) dans le rôle de Liam Carney.
Murray se fait surtout connaître dans la série de science fiction sur  ITV, Primeval: Les Portes du temps dans le rôle de Stephen Hart. Il tient le rôle principal du père, Frank Davis, dans It's Alive (2008) un remake du film d'horreur de Larry Cohen des années 1970.
Il joue dans Kröd Mändoon and the Flaming Sword of Fire, feuilleton télévisé comique sorti en avril 2009, interprétant Ralph Longshaft.
On le retrouve à la télévision dans le rôle du maire Niles Pottinger dans Defiance, le 19 juin 2014 et dans un épisode postérieur le 27 juin 2015.
Il joue Edward, le père, dans la 3e partie de HIM, sur ITV.
En 2016, Murray est le doge de Venise sur Netflix dans la saison 1 des Médicis : Maîtres de Florence, puis il joue le rôle principal de Wesley dans Age Before Beauty (BBC1).
En 2018 James Murray dirige son vieil ami Robert Hardy dans son dernier rôle aux côtés de Nina Sosanya dans In Familia.
Il joue Caleb  dans le film de Ryan Reynolds Six Underground sorti en décembre 2019. On le voit aussi dans la série télévisée  McDonald et Dodds.
En 2021, James Murray interprète le rôle du colonel Chic Harding sur Apple TV dans un drame épique se passant pendant la Seconde Guerre mondiale, intitulé Masters of the Air. Cette série est tournée par Cary Joji Fukunaga.
Murray dirige et coprésente Les Aventures de pêche à la mouche de Robson et Jim en Islande (juillet 2021), projet qui lui tient à cœur, à propos des valeurs thérapeutiques de la pêche à la mouche.

### Vie privée
James Murray a épousé le 15 décembre 2007 l'actrice Sarah Parish après deux ans de relation, de six ans et demi plus âgée. La presse annonce qu'elle est enceinte le 18 janvier 2008. Leur fille, Ella Jayne, naît en mai 2008 étant prématurée de cinq semaines avec une malformation cardiaque congénitale. Le bébé meurt en janvier 2009 âgé de huit mois. Le couple a une autre fille, Nell, née le 21 novembre 2009.
En l'honneur de leur bébé mort Ella Jayne, James et Sarah lèvent des fonds pour l'unité de soins pédiatriques intensifs de l'hôpital général de Southampton où elle avait été soignée. Cela donne lieu à la fondation du Murray Parish Trust en 2014, pour aider les urgences pédiatriques de l'Angleterre du Sud.

## Filmographie

### Cinéma
- 1992 : Les Tortues Ninja 3 : Splinter
- 2000 : Kevin & Perry (Kevin & Perry Go Large) : Adonis de Candice
- 2001 : Phoenix Blue : Rick
- 2002 : Nailing Vienna : Peter
- 2008 : It's Alive : Frank Davis
- 2019 : Six Underground : Caleb
- 2023 : Lee Miller : le colonel Spencer

### Télévision
- 1979 : Shoestring (série) : Charlie (1 épisode)
- 1995 : Doctor Finlay (série) : Gordon (1 épisode)
- 1998 : Coronation Street (série) : Sandy Hunter (1 épisode)
- 1999 : Roger-Roger (série) : Jason le jardinier (1 épisode)
- 1999 : Les Fous du roi (All the King's Men) : le soldat Will Needham
- 2000 : Médecins de l'ordinaire : Marcus Johnson (1 épisode)
- 2000 : Other People's Children (série) : Lucas (1 épisode)
- 2000 : North Square (série) : Johnny Boy
- 2001 : Monarch of the Glen (en) (série) : Jeff Ramsden (1 épisode)
- 2002 : Clocking Off (série) : Marc Talbot (1 épisode)
- 2002 : Always and Everyone (série) : Dr. Danny Barton (1 épisode)
- 2003 : Sons & Lovers : William Morel (1,épisode)
- 2003 : 20 Things to Do Before You're 30 : Glen (7 épisode)
- 2003 : Keen Eddie : Colin Kinney (Saison 1 épisode 4)
- 2005 : Cutting It (série) : Liam Carney (12 épisodes)
- 2005 : Under the Greenwood Tree : Dick Dewy (1 épisode)
- 2006 : Miss Marple: Le Mystère de Sittaford (Marple: The Sittaford Mystery) : Charles Burnaby
- 2006 : Mayday : Alerte maximum : Steward (1 épisode)
- 2007 : Nick Cutter et les Portes du temps (Primeval) (série) : Stephen Hart
- 2009 : Kröd Mändoon and the Flaming Sword of Fire (série) : Ralph Longshaft (4 épisodes)
- 2011 : Chaos (série) : Billy Collins (13 épisodes)
- 2012 : Being Human : La Confrérie de l'étrange (série) : le conseiller n° 1 (1 épisode)
- 2012 : Beautiful People (Téléfilm) : Gregory
- 2012 : Flics toujours (New Tricks) (série) : Luke Oswald (1 épisode)
- 2013 : Meurtres au paradis (série) : Coup de soleil (saison 2 épisode 6) : Ronnie Stuart
- 2013 : Inspecteur Barnaby (série) : Frissons de Noël (saison 16 épisode 1) : Ollie Tabori
- 2014 : Defiance (série) : Niles Pottinger (saison 2)
- 2015 : Cucumber : Daniel Coltrane
- 2020 - 2021 : McDonald et Dodds : le chef surintendant John Houseman